# Реализованные архитектурные работы Иосифа Каракиса
Реализованные архитектурные работы Иосифа Каракиса — список проектов архитектора Иосифа Каракиса которые были реализованы в натуре.
| Год окончания строительства | Название проекта | Местонахождение | Современное состояние                                                                      |
| --------------------------- | --- | --- | ------------------------------------------------------------------------------------------ |
| 1929                        | Здание «образцовой» школы № 71 | Киев, Полевой переулок дом № 10                                                                                           | Нуждается в реставрации                                                                    |
| 1931                        | Жилой дом лесотехнического института (совместно с Л. Н. Кисилевичем)                                                                             | Киев, Голосеево | Нуждается в реставрации                                                                    |
| 1933                        | Дом Красной Армии и Флота, ныне Центральный Дом офицеров Вооруженных Сил Украины                                                                 | Киев, ул. Грушевского дом № 30/1                                                                                          | Удовлетворительное                                                                         |
| 1934                        | Реконструкция жилых домов с пристройкой торговых учреждений в Соцгороде металлургического завода «Криворожсталь» (в соавторстве с П. Г. Юрченко) | Кривой Рог | ?                                                                                          |
| 1934                        | Дом Красной Армии | Харьков, ул. Университетская (напротив Университетского переулка, на перекрёстке Пролетарской площади и спуска Халтурина) | разрушен немцами в 1943                                                                    |
| 1934                        | Ресторан «Динамо» | Киев, Петровская аллея (возле стадиона Динамо)                                                                            | Нуждается в реставрации                                                                    |
| 1934                        | Жилой дом (совместно с арх. Григорьевым) | Киев, ул. Университетская дом № 16-20                                                                                     | Нуждается в реставрации                                                                    |
| 1934                        | Клуб в Авиагородке (реконструкция) | Киев | Нуждается в реставрации                                                                    |
| 1934                        | Гарнизонный Дом офицеров (изначально Дом Красной Армии)                                                                                          | Озёрное (изначально Скоморохи), Житомирский район                                                                         | Действующий                                                                                |
| 1934                        | Музыкальная школа | Комсомольск | ?                                                                                          |
| 1934                        | Кинотеатр на 1000 зрителей | Кривой Рог | Памятник архитектуры местного значения                                                     |
| 1935                        | Кинотеатр на 1000 зрителей | Винница | ?                                                                                          |
| 1936                        | Соцгород | Кривой Рог | ?                                                                                          |
| 1936                        | Жилой дом для высшего командного состава (в соавторстве с А. В. Добровольским)                                                                   | Киев, ул. Золотоворотская дом № 2                                                                                         | Нуждается в реставрации                                                                    |
| 1936                        | Академия архитектуры УССР | Киев, Георгиевский пер.                                                                                                   | Во время войны строительство было прервано                                                 |
| 1936                        | Дом Красной Армии | Житомир/Новоград-Волынский                                                                                                | Удовлетворительное                                                                         |
| 1935                        | Дом Красной Армии | Энгельс-1 | Нуждается в реставрации                                                                    |
| 1936                        | Дом Красной Армии | Озерное | Удовлетворительное                                                                         |
| 1936                        | Дом Красной Армии | Житомир/Гуйва | Здание разрушено во время войны                                                            |
| 1937                        | 10-этажный жилой дом и жилой квартал | Киев, ул. Мазепы (Январского Восстания) дом № 3                                                                           | Нуждается в реставрации                                                                    |
| 1937                        | Жилой дом УВО (Украинскогого военного округа) | Киев, ул. Институтская (25 Октября) дом № 15-17                                                                           | Искажён — надстроены 2 этажа                                                               |
| 1937                        | Жилой дом Киевского военного округа (в соавторстве с М. Я. Ручко и В. И. Сазанским)                                                              | Киев, Георгиевский пер. дом № 2                                                                                           | Сохранен с искажениями (снята башня со шпилем)                                             |
| 1937                        | Музыкальная школа | Киев, Музыкальный переулок                                                                                                | Разрушена при подрыве и пожаре Крещатика                                                   |
| 1937                        | Концертный зал консерватории | Киев, Музыкальный переулок                                                                                                | Разрушен при подрыве и пожаре Крещатика                                                    |
| 1938                        | Всеукраинский театр Красной Армии (Театр Киевского Особого военного округа) (реконструкция)                                                      | Киев, ул. Заньковецкая (Меринговская) № 8                                                                                 | Разрушен при подрыве и пожаре Крещатика                                                    |
| 1939                        | Еврейский театр | Киев, ул. Крещатик дом № 17                                                                                               | Разрушен при подрыве                                                                       |
| 1939                        | Жилой дом экспериментального завода | Киев, ул. Немецкая | Разрушен немцами                                                                           |
| 1939                        | Детский сад № 1 «Орленок» завода «Арсенал» | Киев, ул. Январского Восстания                                                                                            | Нуждается в реставрации                                                                    |
| 1939                        | Художественная школа им. Т. Шевченко, ныне Национальный музей истории Украины                                                                    | Киев, ул. Владимирская дом № 2                                                                                            | Отреставрирован                                                                            |
| 1940                        | Жилой дом ныне здание посольства Финляндии | Киев, ул. Стрелецкая дом № 12 и № 14-16                                                                                   | Нуждается в реставрации                                                                    |
| 1940                        | Вторая очередь квартала | Киев, ул. Ивана Мазепы (Январского Восстания) дом № 5                                                                     | Сохранился с искажениями верхних лоджий                                                    |
| 1940                        | Жилой дом экспериментального завода | Киев, ул. Лабораторная | Нуждается в реставрации                                                                    |
| 1940                        | Механосборочный цех экспериментального завода | Киев | Нуждается в реставрации                                                                    |
| 1941                        | Жилой дом | Киев, ул. Крещатик дом № 29 (согласно старой нумерации)                                                                   | Разрушен при подрыве и пожаре Крещатика                                                    |
| 1941                        | Жилой комплекс Госплана | Киев, ул. Институтская (25 Октября) дом № 19—21                                                                           | Нуждается в реставрации                                                                    |
| 1941                        | Жилой дом галерейного типа на 50 квартир | Киев, ул. Вышгородская | Нуждается в реставрации                                                                    |
| 1942                        | Ташкентский Абразивный завод | Ташкент, ул. Абида Закирова, 8                                                                                            | Нуждается в реставрации                                                                    |
| 1943                        | Индивидуальный дом для строительства Фархадской ГЭС                                                                                              | Средняя Азия, Бекабад (Беговат)                                                                                           | ?                                                                                          |
| 1944                        | Фархадская ГЭС (Плотина, машинный зал, 2 км деривационный канал, акведук ГЭС)                                                                    | Средняя Азия, Бекабад (Беговат)                                                                                           | Нуждается в реставрации                                                                    |
| 1945                        | Жилые посёлки Фархадской ГЭС на 1000 и 500 человек                                                                                               | Средняя Азия, Бекабад (Беговат)                                                                                           | Нуждается в реставрации                                                                    |
| 1947                        | Памятник Великой Отечественной войны | Сталино | Постройка была заложена, однако не была завершена из—за изменения градостроительных планов |
| 1949                        | Жилой дом галерейного типа на 50 квартир | Киев, ул. Некрасовская | Нуждается в реставрации                                                                    |
| 1952                        | Гостиница «Октябрь» (ныне гостиница «Украина»)                                                                                                   | Луганск, ул. Пушкина, 3                                                                                                   | Нуждается в реставрации                                                                    |
| 1953 — 1955                 | Ряд типовых школ | Киев, разные адреса | Нуждаются в реставрации                                                                    |
| 1954                        | Школа | Харьков, ул. Луи Пастера № 4                                                                                              | Нуждается в реставрации                                                                    |
| 1958—-1960                  | Экспериментальная средняя школа № 80 (и сквер с фонтаном перед школой)                                                                           | Киев, бульвар Дружбы народов, 12—б                                                                                        | Нуждается в реставрации                                                                    |
| 19??                        | Школа | Ворошиловград | ?                                                                                          |
| 1961                        | Жилой дом галерейного типа картонажной фабрики                                                                                                   | Киев, ул. Некрасовская | ?                                                                                          |
| 1962                        | Экспериментальная школа (совместно с В. Савченко, художниками В.Русяев, Э. Роганова)                                                             | Краматорск | Нуждается в реставрации                                                                    |
| 1963                        | Экспериментальные школы для детей, переболевших ДЦП                                                                                              | Одесса, | ?                                                                                          |
| 1963                        | Экспериментальные школы для детей, переболевших ДЦП                                                                                              | Бердянск | ?                                                                                          |
| 1965                        | Экспериментальная школа № 5 — Kультурно-спортивный центр на 2032 учащихся                                                                        | Донецк, на берегу реки Кальмиус                                                                                           | Нуждается в реставрации                                                                    |
| 1965                        | Школа с квадратными классами | Краматорск | Нуждается в реставрации                                                                    |
| 196?                        | Экспериментальная школа для умственно отсталых детей                                                                                             | Запорожье | ?                                                                                          |
| 1966—1969                   | Экспериментальные здания школ большой вместимости                                                                                                | Махачкала, Баку, Ворошиловград, Днепродзержинск                                                                           | ?                                                                                          |
| 1969                        | Школа № 110 им. Т. Г. Шевченко на 2600 учащихся                                                                                                  | Ташкент, микрорайон «Украинский»                                                                                          | ?                                                                                          |
| 19??                        | Театр | Запорожье | ?                                                                                          |
| 1983                        | Экспериментальный галерейный дом гостиничного типа для работников мебельной фабрики                                                              | Киев, ул. Ушинского 30а                                                                                                   |                                                                                            |